# Dinotoperla jacobsi
Dinotoperla jacobsi is een steenvlieg uit de familie Gripopterygidae. De wetenschappelijke naam van de soort werd voor het eerst geldig gepubliceerd in 2016 door Theischinger.